# والری دونزلی
والری دونزلی (فرانسوی: Valérie Donzelli‎؛ زادهٔ ۲ مارس ۱۹۷۳) یک هنرپیشه و کارگردان اهل فرانسه است. وی از سال ۱۹۹۸ میلادی تاکنون مشغول فعالیت بوده‌است.
از فیلم‌هایی که وی در آنها نقش داشته‌است می‌توان از اعلان جنگ و سن لوران نام برد.
در سال ۲۰۱۵ فیلم مارگریت و ژولیان به کارگردانی او در بخش مسابقه جشنواره فیلم کن به نمایش درآمد.

## زندگی
والری دونزلی در اپینال شهری واقع در ناحیه لورن فرانسه به دنیا آمد. در ۱۴ سالگی به همراه خانواده‌اش به شهر لیل رفت و در ۱۹ سالگی ساکن پاریس شد. والری پیش از آن‌ که وارد سینما شود در رشته معماری تحصیل می‌کرد. پس از ترک مدرسه معماری شروع به بازی در تئاتر کرد و برای گذران زندگی در یک نانوایی کار می‌کرد. پس از آشنایی با ژرمی الکایم بازیگری در سینما را آغاز کرد. دو فرزند حاصل رابطه این دو است.

## فیلم‌شناسی

### بازیگری
- ۲۰۱۴ سن لوران
- ۲۰۱۳ تریاک
- ۲۰۱۱ بلویل توکیو
- ۲۰۱۱ اعلان جنگ
- ۲۰۰۹ ملکه قلب‌ها
- ۲۰۰۳ چه کسی بامبی را کشت؟

### بازیگری فیلم کوتاه
- ۲۰۱۲ انقلاب
- ۲۰۱۰ مانو
- ۲۰۰۹ ژولیت

### کارگردانی فیلم بلند
- ۲۰۱۵ مارگریت و ژولیان
- ۲۰۱۲ آن عشق
- ۲۰۱۰ اعلان جنگ
- ۲۰۰۹ ملکه قلب‌ها